# دهستان قلعه مظفری
قلعه مظفری، دهستانی از توابع بخش مرکزی شهرستان سلسله در استان لرستان ایران است.

## جمعیت
براساس سرشماری سال ۱۳۸۵ جمعیت آن ۷٬۰۸۷ نفر (۱٬۴۷۹ خانوار) بوده‌است.